# Walther Hofstaetter
Walther Hofstaetter (vollst. Walther Martin Christian Hofstaetter; * 27. Juli 1883 in München; † 3. Januar 1968 in Boll) war ein deutscher Schulleiter und Germanist.

## Leben
Walther Hofstaetter war der Sohn des damaligen Münchner Stadtvikars Albrecht Hofstaetter und dessen Frau Marie Borchert. Bis 1902 besuchte er die Nikolaischule in Leipzig. Anschließend studierte er an der dortigen Universität Philologie bis zu seiner germanistischen Promotion im Jahre 1907. Während seines Studiums wurde er Mitglied beim Verein Deutscher Studenten Leipzig. 1910 heiratete er Käthe Agnes Böttcher. Ab 1917 war Hofstaetter Oberlehrer und von 1922 bis 1930 Studienrat am reformorientierten König-Georg-Gymnasium in Dresden. Im Jahre 1919 betreute Hofstätter dort als Deutschlehrer das Kriegsabitur Erich Kästners, woran beide sich später noch lebhaft erinnerten. 1931 wechselte er als Oberstudiendirektor zum Königin-Carola-Gymnasium in Leipzig. Am 18. November 1937 beantragte er die Aufnahme in die NSDAP und wurde rückwirkend zum 1. Mai desselben Jahres aufgenommen (Mitgliedsnummer 5.798.873).
Von 1911 bis 1912 war Hofstaetter Schriftleiter und von 1913 bis 1936 Herausgeber und Mitherausgeber der Zeitschrift für den deutschen Unterricht (ab 1920 Zeitschrift für Deutschkunde), die er in Richtung der Deutschkunde weiter veränderte. Er gehörte ab 1912 zum Deutschen Germanistenverband und gab viele Schullektüren heraus, u. a. Parzival. Er war Mitherausgeber des erfolgreichen Lesebuchs Wägen und Wirken. In den 1930er Jahren veröffentlichte Hofstaetter eine Reihe von Schriften zur Luftfahrt.
Von 1945 bis zum 19. Januar 1950 wurde Hofstaetter von der sowjetischen Geheimpolizei des NKWD mit dem ungeprüften Haftvorwurf „Bataillonsführer Volkssturm“ im Speziallager Nr. 4 Bautzen festgehalten. Er lebte danach bei seinem Sohn in Hainichen in Sachsen, später bei einer Tochter in Hamburg, zuletzt in Bad Boll. Er gab weiter Lektüren heraus, die teilweise bis heute im Reclam-Verlag erscheinen. Die heute noch vielfach verwendeten gelben Reclam Bändchen als Schullektüre gehen auf seine Initiative bei den verantwortlichen Herausgebern im Verlag Reclam zurück.

## Schriften (Auswahl)
- Kleine Deutschkunde: Grundzüge deutscher Lebensgestaltung, 1923
- Luftfahrt im Deutsch- und Geschichtsunterricht, 1935
- Geschichte der Luftfahrt, 1938
- Deutsche Sprachlehre, 1941
- Mittel- und ostdeutsche Schriften als gesamtdeutscher Kulturbesitz, 1957

## Herausgeberschaft (Auswahl)
- Die Germania des Tacitus. Kommentar und Text, 1910
- Deutschkunde, Teubner, Leipzig-Berlin 1917 (Digitalisat)
- Forderungen und Wege für den neuen Deutschunterricht, Teubner, Leipzig-Berlin 1921
- Ein Jahrtausend deutscher Kultur: Quellen von 800–1800, 1922/1924, zusammen mit Hans Reichmann und Johannes Schneider
- Wägen und Wirken. Ein deutsches Lese- und Lebensbuch, 1920/22,  zusammen mit Otto Berthold und Rudolf Nicolai
- Sachwörterbuch der Deutschkunde, 1930, zusammen mit Ulrich Peters
- Aus reinem Quell. Deutsche Dichtung von Hölderlin bis zur Gegenwart, 1938, zusammen mit Georg Usadel
- Wolfram von Eschenbach: Parzival. Schulausgabe, 1939, Neuauflage 1965
- Ehm Welk: Die wundersame Freundschaft. Das Buch von Tier und Mensch, 1940
- Der abenteuerliche Simplicissimus des Hans Jakob Christoffel von Grimmelshausen. Eine Auswahl des Urtextes von 1669, 1954
- Eduard Mörike: Das Stuttgarter Hutzelmännlein, 1960